# 시조비 김씨
시조비 김씨(始祖妣 金氏, 생몰년 미상)는 조선의 시조인 이한의 아내, 태종 무열왕의 10세손 김은의(金殷義)의 딸이며 본관은 경주 김씨다. 이한과의 사이에서 아들 이자연을 낳았고, 22세손이 조선을 건국한 조선 태조이다.
1771년, 36세손인 조선 영조에 의해 남편 이한의 묘소가 조경묘(肇慶廟)로 격상되자 그의 아내인 김씨도 시조비경주김씨신위(始祖妣慶州金氏神位)로 추존되었다.

## 가족
- 11대조: 태종 무열왕
- 부친: 김은의(金殷義)
- 부군: 시조고
- 아들: 이자연
  - 22대손: 조선 태조